# Kagami Yoshimizu
Kagami Yoshimizu (美水かがみ, Yoshimizu Kagami) nascut el 7 d'octubre és un dibuixant de mangues japonès de Saitama, Japó. És conegut per ser el creador de Lucky Star el 2004. També és conegut per ser el creador de la mascota de la revista Comptiq Comp-chan (コンプちゃん, Konpu-chan). «Meet the Artist 美水かがみ先生インタビュー». コンプティーク. 角川書店, 2005年2月号, 10-01-2005.

## Obres
- Bokuto, Bokura no Natsu
- Lucky ☆ Star